# Liebenthal, Kansas
Liebenthal är en ort i Rush County i Kansas. Vid 2010 års folkräkning hade Liebenthal 103 invånare.